# 羅克鎮區 (愛荷華州米切爾縣)
羅克鎮區（英語：Rock Township）是位於美國愛荷華州米切爾縣的一個行政鎮區。

## 地方資料
根據2010年美國人口普查的數據，羅克鎮區的面積為93.21平方千米，當中陸地面積為92.87平方千米，而水域面積為0.34平方千米。當地共有人口304人，而人口密度為每平方千米3.26人。